# THANKS FOR BEIJING!!
『THANKS FOR BEIJING!!』（サンクス フォー ベイジン）は、2011年12月7日に発売のSMAPのDVDである。

## 概要
- 本作は、2011年9月16日に中国・北京の北京工人体育場で行われたコンサート『2011年SMAP北京コンサート 頑張ろう、日本! ありがとう、中国! -アジアは一つ- プロジェクト』を映像化したもの。SMAP初の海外公演であった。
- 本作は近年のライブ・ビデオとは異なり、フル・サイズを収録している訳ではなく、ダイジェスト映像で収録している。また、リハーサル映像も収録している。SMAPの楽曲の他に、テレサ・テンのヒット曲『月は何でも知っている（月亮代表我的心）』も披露した。特典映像として「世界上唯一的花」（2011年3月18日発売の中国限定のシングル）のPVを収録している。
- 先着購入特典として、SMAPオリジナル・ポストカードが配布された。
- 例年通り、SMAP SHOPでは本作の限定ジャケットのDVDが販売された。一般に販売されているものが靴の写真と赤色の背景であるのに対し、SMAP SHOP限定盤は『RUNNING SMAP!』に使われているシューズのイラストと青色の背景に置き換わっている。
- 本作発売の2週間後には、シングル「僕の半分」も発売。
- DVDは発売初週に5.7万枚を売り上げ2011年12月19日付オリコン週間DVDランキングで総合首位を記録した[1]。これは『SMAP 2008 super.modern.artistic.performance tour』以来の3年連続DVD総合首位であり、VHSも含めると通算15作目となる。

## 収録曲
1. Opening
2. Document
3. Concert Opening
4. This is love
5. SWING
6. SHAKE
7. Document
8. 月亮代表我的心
9. そっと きゅっと
10. ダイナマイト
11. Document
12. らいおんハート
13. not alone 〜幸せになろうよ〜
14. 夜空ノムコウ 〜 Member Talk
15. 夜空的彼岸（夜空ノムコウ Chinese Version）
16. 世界上唯一的花（世界に一つだけの花 Chinese Version）
17. Document
18. $10
19. 青いイナズマ
20. Let It Be
21. We are SMAP!
22. オリジナル スマイル
23. ありがとう
24. ENDING
25. 世界上唯一的花 PV (世界に一つだけの花 Chinese Version)

## ライブツアー
- コンサート『SMAP BEIJING CONCERT 加油日本! 感谢中国! 亚洲一家! SMAP 2011 北京演唱会』について記述。

|        | 開催日時 | 開演時間 | 会場           |
| 2011年 | 2011年   | 2011年   | 2011年         |
| ------ | -------- | -------- | -------------- |
| 1      | 9月16日  | 19:30    | 北京工人体育場 |